# Unione Sportiva Grosseto 1974-1975
Questa pagina raccoglie le informazioni riguardanti l'Unione Sportiva Grosseto nelle competizioni ufficiali della stagione 1974-1975.

## Rosa
| N. |                   | Ruolo | Calciatore           |
| -- | ----------------- | ----- | -------------------- |
|    | Italia (bandiera) | P     | Mauro Agostini       |
|    | Italia (bandiera) | A     | Roberto Balestrelli  |
|    | Italia (bandiera) | C     | Giovanni Becheroni   |
|    | Italia (bandiera) | C     | Luigi Cappanera      |
|    | Italia (bandiera) | D     | Giancarlo Carloni    |
|    | Italia (bandiera) | D     | Francesco Carpenetti |
|    | Italia (bandiera) | C     | Massimo Cherubini    |
|    | Italia (bandiera) | C     | Paolo Ciolli         |
|    | Italia (bandiera) | A     | Sergio Di Prospero   |
|    | Italia (bandiera) | A     | Ilario Magnoni       |
|    | Italia (bandiera) | P     | Fabio Marchetti      |

| N. |                   | Ruolo | Calciatore          |
| -- | ----------------- | ----- | ------------------- |
|    | Italia (bandiera) | D     | Rolando Marchetti   |
|    | Italia (bandiera) | A     | Antonio Marcolini   |
|    | Italia (bandiera) | C     | Enrico Marini       |
|    | Italia (bandiera) | D     | Gilberto Noletti    |
|    | Italia (bandiera) | D     | Tullio Pezzopane    |
|    | Italia (bandiera) | C     | Aldo Piccoli        |
|    | Italia (bandiera) |       | Pirito              |
|    | Italia (bandiera) | D     | Agostino Schiaretta |
|    | Italia (bandiera) | C     | Giancarlo Succi     |
|    | Italia (bandiera) | P     | Ugo Tani            |
|    | Italia (bandiera) | D     | Alessio Tendi       |